# Drew Droege
Andrew Gerhardt Droege (pronunciado  /ˈdroʊɡi/) es un actor, comediante, escritor y director estadounidense mejor conocido por sus imitaciones en Internet de Chloë Sevigny.

## Primeros años y educación
Droege asistió y se graduó de Lincolnton High School en Lincolnton, Carolina del Norte. Droege pasó a estudiar Teatro e Inglés en la Universidad de Wake Forest en Winston-Salem, Carolina del Norte, donde obtuvo una licenciatura. Después de graduarse de la universidad, Droege se mudó a Los Ángeles y comenzó a estudiar con The Groundlings.

## Carrera

### Televisión y cine
Droege ha aparecido en series de televisión como Hot in Cleveland, Key & Peele, Bob's Burgers, How I Met Your Mother, Up All Night, New Girl, NTSF:SD:SUV::, Jon Benjamin Has a Van, Glory Daze, The Sarah Silverman Program, Kroll Show, Pretend Time de Nick Swardson, Halfway Home, Reno 911! y Campus Ladies y en películas como Sassy Pants, Eating Out 4: Drama Camp y Big Gay Love.

### Actuaciones en vivo
Droege actuó en la edición de marzo de 2012 de No le digan a mi madre, un evento de exhibición mensual en el que autores, guionistas, actores y comediantes comparten historias reales que nunca querrían que sus madres supieran. Ha dirigido varios programas de sketches cómicos y Jersey Shoresical: A Frickin' Rock Opera, ganador del Mejor Reparto en el NY International Fringe Festival 2011, en Los Ángeles.
Droege fue miembro de la compañía de comedia de improvisación The Groundlings Sunday Company, donde actualmente actúa y enseña. También se presenta regularmente en el Upright Citizens Brigade Theatre y tiene un papel principal en Freak Dance.

### Series web
Los videos de imitaciones de Chloe Sevigny de Droege se han presentado en PerezHilton.com, EW.com, The Huffington Post y The New York Post, y The Advocate los calificó de "observables compulsivamente".
En 2012 y 2013, Droege apareció en la serie de comedia Romantic Encounters y en la serie de entrevistas All Growz Up, ambas junto a Melinda Hill. Droege también protagonizó Crowned.

### Otros trabajos
El podcast de Earwolf de Droege, Glitter In The Garbage, fue considerado "brillante y vulgar" por Approval Matrix de la revista New York.
Como escritor, Droege ha colaborado con la revista OUT, los premios New Now Next de Logo, Fashion Police de E! y Billy On The Street de Funny Or Die.

## Filmografía
| Año       | Título                                | Papel                          | Notas                                                                |
| --------- | ------------------------------------- | ------------------------------ | -------------------------------------------------------------------- |
| 1995      | Glory Daze                            | Bruce                          |                                                                      |
| 2002      | Romeo and Juliet Revisited            | Benvolio                       |                                                                      |
| 2002      | The Journey                           | Chico en café                  |                                                                      |
| 2003      | Killing the Dream                     | John Colburt                   |                                                                      |
| 2003      | Scream Bloody Murder                  | Beaumont                       |                                                                      |
| 2005      | The 70s House                         | Sargento Disco Drill           |                                                                      |
| 2005      | Reno 911!                             | Asistente del gobernador       |                                                                      |
| 2006      | Kill House                            | Detective Kirk                 |                                                                      |
| 2006      | Pro-Choice                            | Camper                         |                                                                      |
| 2007      | Halfway Home                          | Jeremy                         |                                                                      |
| 2007      | Derek and Simon: The Show             | Invitado sorpresa              |                                                                      |
| 2008      | King Country                          | Charlie                        |                                                                      |
| 2009      | Kicking Sand in Your Face             | Mal comediante                 |                                                                      |
| 2009      | Yoga Man                              | Erich Sun                      |                                                                      |
| 2009      | The Lone Wolf                         | Bully #2                       |                                                                      |
| 2009      | Milk                                  | Papá #1                        |                                                                      |
| 2009      | Coco Lipshitz: Behind the Laughter    | Raoul Lupenstein               |                                                                      |
| 2010      | Wish Makers of West Hollywood         | Jake                           |                                                                      |
| 2010      | The Sarah Silverman Program           | Seth                           |                                                                      |
| 2010      | Freak Dance                           | Dazzle                         |                                                                      |
| 2010      | Glory Daze                            | Bruce                          |                                                                      |
| 2011      | Eating Out 4: Drama Camp              | Dick Dickey                    |                                                                      |
| 2011      | The Zombie Whisperer                  | Xander Xaxs                    |                                                                      |
| 2011      | Jon Benjamin Has a Van                | Conductor gay                  |                                                                      |
| 2011      | Pretend Time                          | Hombre en la audiencia         |                                                                      |
| 2011      | How I Met Your Mother                 | Mesero                         |                                                                      |
| 2011      | New Girl                              | Gerente de restaurante         |                                                                      |
| 2011–2014 | Stallions de Amor                     | Merlinda Stallion              |                                                                      |
| 2011–2012 | Up All Night                          | Driver / Manic Man-Day Singer  |                                                                      |
| 2012      | Key & Peele                           | Maitre D                       |                                                                      |
| 2012      | Hot in Cleveland                      | Gerente del estado             |                                                                      |
| 2012      | Sassy Pants                           | Michael Paul                   |                                                                      |
| 2012      | Baby Daddy                            | Simon                          |                                                                      |
| 2012      | Waffle Hut                            | Teresa                         |                                                                      |
| 2012      | Redeeming Dave                        | James                          |                                                                      |
| 2013      | Romantic Encounters                   |                                | Serie web                                                            |
| 2013      | All Growz Up                          | Self                           |                                                                      |
| 2013      | Crowned                               | Rori                           | Serie web                                                            |
| 2013      | Ass Backwards                         | Homeless Norma                 |                                                                      |
| 2013      | House of Lies                         | Albert                         |                                                                      |
| 2013      | Happy Endings                         | Josh Jill                      | Episodio: "The Ballad of Lon Sarofsky"                               |
| 2013      | We Are Animals                        | George                         |                                                                      |
| 2013      | NTSF:SD:SUV::                         | Chad                           |                                                                      |
| 2013      | Burning Love                          | Cyrano Cruze-Shippe            |                                                                      |
| 2014      | Sean Saves the World                  | Jason                          |                                                                      |
| 2014      | Chozen                                | Voz                            |                                                                      |
| 2014      | Comedy Bang! Bang!                    | Guy Balfour                    |                                                                      |
| 2014      | 2 Broke Girls                         | Gay Jim                        |                                                                      |
| 2014      | Kroll Show                            | Terrence                       |                                                                      |
| 2014      | Where the Bears Are                   | Oscar Butterfield              | Serie web, 6 episodios                                               |
| 2014      | Go-Go Boy Interrupted                 | Ann Ziety                      | Serie web                                                            |
| 2014      | Such Good People                      | Clay Hampton                   | Película                                                             |
| 2014–2015 | Drunk History                         | Él mismo                       | 2 episodios                                                          |
| 2015      | Scouts Guide to the Zombie Apocalypse | Hombre borracho                |                                                                      |
| 2015–2019 | Bob's Burgers                         | Deirdre, Adrian, Donovan (voz) | Episodios: "Eat, Spray, Linda", "The Hormone-iums" y "All That Gene" |
| 2016      | Transparent                           | Drag Natalie                   |                                                                      |
| 2016      | Bajillion Dollar Propertie$           | Grimsley                       | Episodio: "Spiritual Gurus"                                          |
| 2016      | #Adulting                             | Dewey                          | Serie web, episodio: "Pictures of Posteriors"                        |
| 2016      | Life in Pieces                        | Chris Joestalli                | Episodio: "Window Vanity Dress Grace"                                |
| 2017      | El círculo                            | Actor de improvisación         |                                                                      |
| 2017      | Idiotsitter                           | Timothy                        |                                                                      |
| 2017      | Nobodies                              | Host                           |                                                                      |
| 2018      | Ideal Home                            | Drew                           |                                                                      |
| 2018      | Heathers                              | Maurice Dennis                 | Papel recurrente                                                     |
| 2018      | Cadette in Charge                     | Scientist Scott (voz)          | Piloto                                                               |
| 2018      | Liza on Demand                        | Sebastian Foyeé                | Episodio: "Elite Status"                                             |
| 2019      | Now Apocalypse                        | Director de casting            |                                                                      |
| 2020      | Battletoads                           | Pia (voz)                      | Videojuego                                                           |
| 2020      | The Never List                        | Principal Greer                |                                                                      |
| 2020–2021 | Search Party                          | Ashley                         |                                                                      |
| 2021      | Bless the Harts                       | Julian (voz)                   | Episodio: "Hot Tub-tation"                                           |
| 2021–2023 | The Great North                       | Matthew / Cal (voz)            | 2 episodios                                                          |
| 2021      | Q-Force                               | Voz                            |                                                                      |
| 2022      | Los Goldberg                          | Randall                        |                                                                      |
| 2022      | Tiempo para mí                        | Combover Stew                  |                                                                      |
| 2023      | Your Honor                            | Gary el Sastre                 |                                                                      |
| 2023      | Fool's Paradise                       | Estilista masculino            |                                                                      |